# Peter North

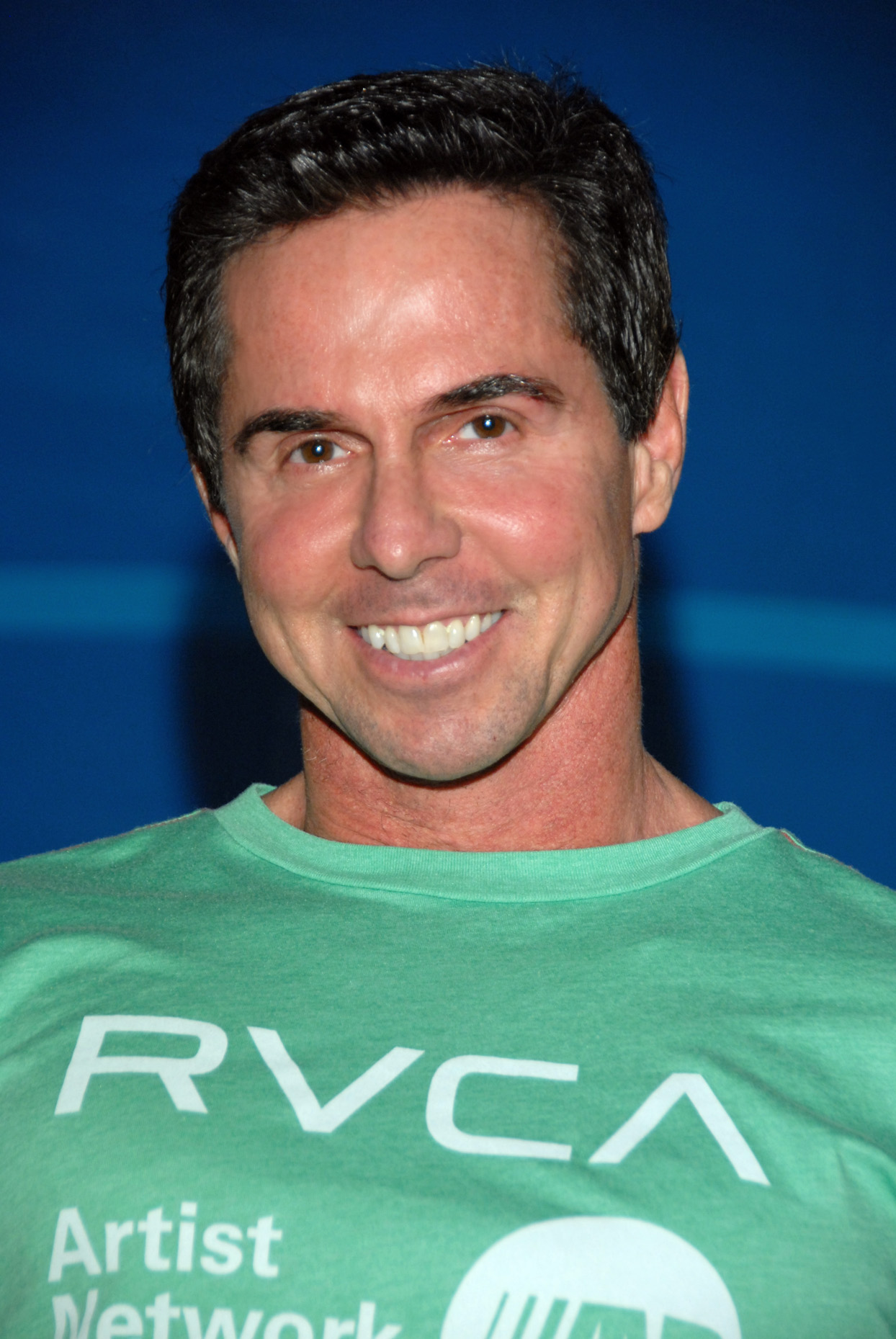
Peter North (2010)

Peter North (* 11. Mai 1957 in Halifax, Kanada; eigentlich Alden Brown) ist ein kanadischer Pornodarsteller.

## Leben
Peter North wuchs in Nova Scotia auf und zog im Jahr 1982 im Alter von 25 Jahren nach Kalifornien. Im Frühjahr 1983 erhielt er durch Zufall die Gelegenheit, in einer Pornoproduktion als Darsteller mitzuwirken. Zuerst trat er unter dem Pseudonym Matt Ramsey in fünf Schwulen-Pornofilmen auf. Nach etwa 20 Schwulen-Pornos drehte er aber seitdem ausschließlich heterosexuelle Pornos, in denen er sich als Peter North rasch einen Namen machte. In der Folge wurde er immer häufiger als Darsteller gebucht.
Im Jahr 1997 begann er, seine erste eigene Filmserie North Pole zu produzieren, 18 Monate später begann die Produktion seiner zweiten eigenen Serie Anal Addicts. In der Folge erschienen die Serien Deep Throat This und Peter North – Lost in Vegas. Zu seinen favorisierten Filmpartnerinnen zählten Christy Canyon, Barbara Dare, Candie Evans, Jenna Jameson und Ginger Lynn.
Peter North erwies sich zusammen mit Ron Jeremy in über 30 Jahren Tätigkeit als einer der beständigsten Darsteller der amerikanischen Pornoindustrie, der in mehr als 2100 Filmen mitgewirkt hat. In seinen Filmen wird häufig dargestellt, wie North große Mengen Sperma ejakuliert, eine Fähigkeit, die North sehr bekannt gemacht hat – in Insiderkreisen nennt man ihn daher den „King of Cumshot“. Vor seiner Tätigkeit in der Pornoindustrie war ihm diese Fähigkeit nicht bewusst. In zahlreichen Szenen nutzt North diese Fähigkeit, um voluminöse sogenannte „Gesichtsbesamungen“ (Facials) zu vollführen. Er gewann dreimal in Folge den Fans of X-Rated Entertainment Favorite Male Award, der maximal dreimal an einen Darsteller verliehen werden darf.

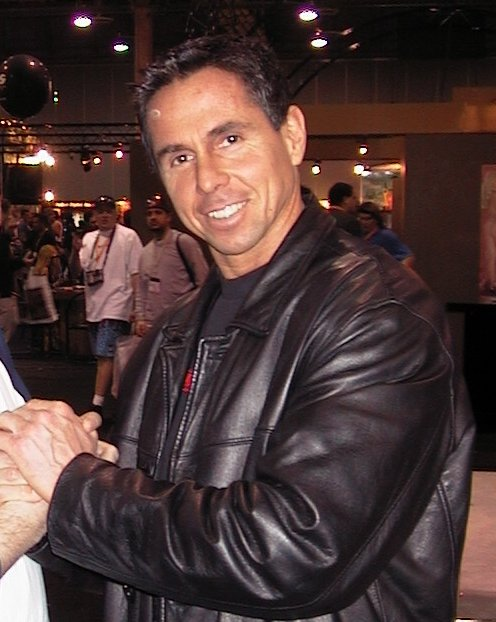
Peter North (2008)

2002 gründete Peter North zusammen mit Richie Zaye seine eigene Produktions- und Vertriebsfirma mit dem Namen Northstar Associates. Die Firma hat ihren Sitz im kalifornischen Irvine. 2004 wurde Peter North als einer von 30 bekannten Pornodarstellern von dem amerikanischen Fotografen Timothy Greenfield-Sanders in seinem Buch XXX: 30 Porn-Star Portraits und seiner HBO-Dokumentation Thinking XXX porträtiert.

## Auszeichnungen
- 1985: XRCO Award – „Oral Scene“ mit Amber Lynn und Rick Savage in Love Bites
- 1988: XRCO Award – „Best Copulation Scene“ mit Tracey Adams in Pretty Peaches 2[8]
- 1998: AVN Award – „Best Group Sex Scene“ in Gluteus To The Maximus
- Mitglied der AVN Hall of Fame

## Filmografie (Auswahl)
Die Internet Adult Film Database (IAFD) listet bis heute (Stand: September 2024) 2177 Filme auf, in denen er mitgespielt hat. Zudem führte North in 78 Filmproduktionen selbst Regie.
- 1982: Euromen
- 1983: A Matter of Size
- 1984: Young and Naughty
- 1985: Black Throat
- 1985: New Wave Hookers
- 1985: The Ribald Tales of Canterbury
- 1985: With Love from Ginger
- 1985: Whore of the Worlds
- 1986: Ginger's Greatest Boy/Girl Hits
- 1986: Girls of Paradise
- 1986: The Devil in Miss Jones 3: A New Beginning
- 1987: Pretty Peaches 2
- 1987: * The Best of the Dark Bros. 1 & 2
- 1988: Angel Puss
- 1988: Billionaire Girls Club
- 1988: Ginger Lynn: The Movie
- 1988: The Catwoman
- 1988: The Nicole Stanton Story
- 1989: All the Best, Barbara
- 1989: Cheeks 2: Bitter End
- 1989: Hawaii Vice 6
- 1989: Those Lynn Girls
- 1989: Splendor in the Ass
- 1990: Dr. Jeckel und Miss Hide (Dr. Jeckel & Ms. Hide)
- 1990: Naughty Nineties
- 1990: Night Trips
- 1990: Portrait of Christy
- 1990: Sextravaganza
- 1991: New Wave Hookers 2
- 1991: Savannah – Erotik vor Gericht
- 1991: Sex Ghost Busters
- 1992: Angels
- 1992: Dark Dreams
- 1993: Hidden Obsessions
- 1995: Shock
- 1995: The Dream Team
- 1995: Wicked One
- 1995–2004: Pickup Lines
- 1996: Satyr
- 1998–2014: North Pole
- 2000–2005: Anal Addicts
- 2001–2013: Deep Throat This
- 2003–2005: First Offense
- 2003–2004: Maximum Thrust
- 2004: Assed Out
- 2004–2006: Latina Fever
- 2004–2013: Peter North's POV